# Letteratura greca imperiale
Per letteratura greca imperiale (o letteratura greca di età romana) si intende il periodo successivo a quello ellenistico, compreso tra il 27 a.C. (anno in cui Ottaviano divenne il primo imperatore romano) ed il 529 (anno in cui l'imperatore Giustiniano ordinò la chiusura della scuola neoplatonica di Atene). La letteratura successiva, in greco medievale, è detta letteratura bizantina.

## Contesto storico

### Roma e la Magna Grecia (280 - 264 a.C.)
I Greci sapevano dell'esistenza dei Romani già a partire dal V secolo a.C., anche se fu solo con le guerre pirriche (280-275 a.C.) che Roma poté intervenire direttamente sul mondo greco. Dopo alterne vicende, infatti, i futuri padroni del mondo mediterraneo riuscirono a battere il re epirota, costringendolo a lasciare definitivamente l'Italia, e ad esercitare la propria egemonia sull'intera Magna Grecia, ad eccezione della Sicilia (Gerone II di Siracusa).
(Polibio, Storie, I, 6.7)

### Roma e il mondo greco del bacino orientale del Mediterraneo (230 - 188 a.C.)
I Romani intervennero direttamente nelle vicende della Grecia nel 230 a.C., quando furono costretti a metter fine alla pirateria illirica che danneggiava i commerci dei mercanti italici e delle città greche della costa adriatica. Sconfitti gli Illiri, Roma strinse una serie di alleanze e rapporti di clientela con le città di Apollonia, Corcyra, Epidamnus, Issa, Oricus, Dimale e Faro del re Demetrio. Decise quindi di inviare un'ambasceria ad Etoli, Achei e tante altre popolazioni della Grecia, per rassicurarle sulle loro buone intenzioni. Gli ambasciatori romani furono non solo accolti con grande deferenza e disponibilità da parte delle genti greche, ma i Corinzi decisero sorprendentemente di ammetterli a partecipare ai giochi istmici.

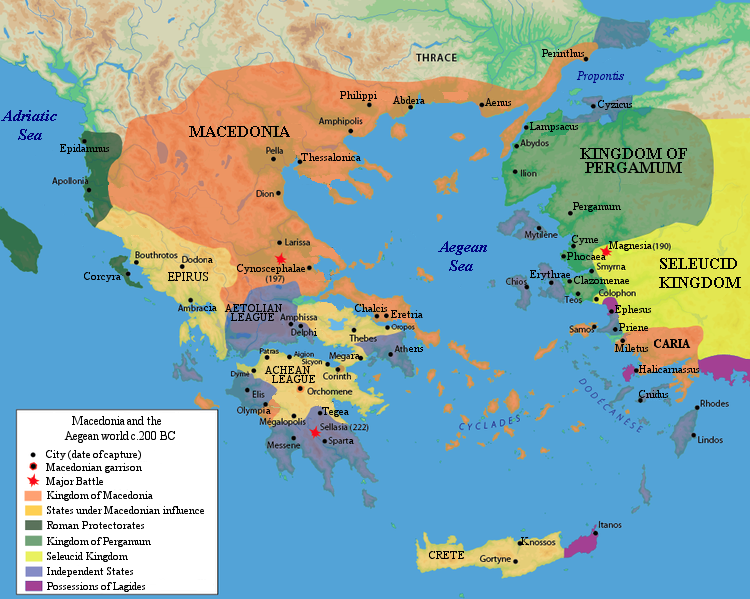
Situazione politica nella Grecia del 200 a.C., alla vigilia della seconda guerra macedonica: in verde il Regno di Pergamo, in arancio il Regno di Macedonia, in giallo il regno dei Seleucidi.

Il secondo intervento romano in Grecia si ebbe quando Roma venne a conoscenza dell'alleanza stretta tra Filippo V di Macedonia e Annibale, proprio nel mezzo della seconda guerra punica (nel 215 a.C.). I Romani allora reagirono, stringendo a loro volta un'alleanza con il principale dei nemici dei Macedoni, gli Etoli, a cui poi si unì anche il Regno di Pergamo. Le ostilità terminarono nel 206/205 a.C., quando si giunse ad una pace conveniente per entrambi gli schieramenti. Fino a questo momento i Romani non avevano mostrato alcun segno di rispetto verso i Greci, trattandoli alla pari di tante altre genti a loro sottomesse in passato. Agrigento era stata, infatti, saccheggiata durante la prima guerra punica ed identica sorte toccò a Siracusa e Taranto durante la seconda. Non a caso i Greci definirono i Romani, "temibili barbari".
Sconfitta Cartagine, Roma volse le sue mire espansionistiche a danno degli stati ellenistici d'Oriente, ora che era divenuta la potenza egemone del Mediterraneo occidentale. Nell'interpretazione di Polibio i Romani avevano iniziato a coltivare l'ambizione di dominare il mondo allora conosciuto, proprio con la fine vittoriosa della guerra annibalica e l'interessamento della Grecia ne era il compimento di un obiettivo inevitabile. Quando infatti nel 200 a.C., gli abitanti di Rodi e Pergamo inviarono a Roma una richiesta d'aiuto, sentendosi minacciati dalla Macedonia di Filippo V, l'Urbe inviò a sua volta un ultimatum a quest'ultimo e, senza attendere la risposta del sovrano macedone, il Senato dichiarò la Macedonia provincia consolare. I Romani, seppure avessero da poco concluso la sanguinosissima guerra contro Annibale, avevano accolto volentieri le lamentele dei due stati ellenistici.
Nel 197 a.C. il console Tito Quinzio Flaminino, dopo tre anni di guerra in cui non era accaduto nulla di significante, inflisse alle truppe macedoni una sconfitta risolutiva presso Cinocefale in Tessaglia. Il Senato, nel rispetto degli impegni assunti da Flaminio, decretò che tutte le città sottomesse al Regno di Macedonia fossero dichiarate libere e autonome, tra l'entusiasmo dei Greci (196 a.C.). Negli anni successivi, fino al 194 a.C., quando Flaminio fece ritorno a Roma, il proconsole romano riorganizzò il mondo greco, non sempre accontentando tutti. Da questo momento in poi Roma avrebbe dimostrato che non si sarebbe più disinteressata del futuro dell'antica Grecia.
Ma il nuovo status quo imposto dai Romani, che volevano instaurare in Grecia una pace comune, fondata sulla risoluzione pacifica di tutte le controversie interne, fu messo a dura prova quando la Lega etolica, che si era sentita pesantemente danneggiata dagli accordi finali presi dai Romani al termine della seconda guerra macedonica, chiese l'aiuto di Nabide di Sparta e di Antioco III il Grande per liberare l'Ellade dalla tirannia romana. Fu l'inizio della guerra, prima contro il sovrano spartano, fino alla sua morte, e poi contro i Seleucidi, che si combatté tra il 191 e il 188 a.C. e che, ancora una volta, vide Roma prevalere sui regno ellenistici. Questa la descrizione che ne fece Floro:
(Floro, Epitoma di storia romana, I, 24.2.)
Come conseguenza tutti i territori anatolici ad ovest del fiume Tauro entrarono nella sfera di influenza romana e i Romani donarono generosamente ampi territori ai loro alleati più fedeli, come Eumene II di Pergamo e ai Rodi.

### La fine dell'indipendenza di Macedonia e Grecia (179 - 146 a.C.)
Il dato grave al termine della guerra contro Antioco III fu che l'intervento romano aveva distrutto l'equilibrio tra i vari stati dell'antica Grecia e che aveva permesso fino a quel momento una certa loro indipendenza. Indebolendo la monarchia del regno di Macedonia e dei Seleucidi, Roma aveva imposto un dominio esclusivo ed assoluto sulla Grecia. Giovannini sostiene che la libertà che i Romani avrebbero donato ai Grecia era mera finzione. Era quindi prevedibile prima o poi una reazione al giogo romano e l'occasione giunse con Perseo di Macedonia, divenuto re nel 179 a.C..

La battaglia di Pidna che concluse a favore di Roma le sorti della terza guerra macedonica.

Quando Perseo divenne re nel 179 a.C., si premurò di ottenere da Roma il rinnovo del trattato del 196 a.C. e il riconoscimento del suo titolo di re. Il senato romano, soddisfatto dello status quo, accordò entrambe le richieste al re macedone, nella speranza che l'intera area venisse pacificata in un equilibrio favorevole a Roma. L'errore fatale a Perseo fu di voler ingraziarsi le popolazioni del mondo greco, ponendo l'accento sull'impopolarità e l'odio nei confronti dei Romani. L'egemonia imposta da Roma minacciava di crollare.
Il senato romano, avendo capito quanto stava accadendo, inviò in Grecia un suo legatus per placare gli animi e mettere un po' d'ordine, ma nel 172 a.C. il senato fece approvare ai comizi la dichiarazione di guerra contro il re macedone. Il senato comunicò a Perseo le sue condizioni, estremamente dure, per evitare lo scontro: resa incondizionate e abolizione della monarchia macedone. La guerra scoppiò e si risolse in una sola battaglia, a Pidna. Il re fu sconfitto irreparabilmente, fatto prigioniero e inviato a Roma assieme a due suoi figli per il trionfo del console Lucio Emilio Paolo. Contemporaneamente il senato rese inoffensiva la Macedonia: i consiglieri del re, i suoi generali e funzionari furono deportati in Italia. La Macedonia fu smantellata e divisa in quattro repubbliche autonome e tributarie a Roma, alle quali venne imposto di non intraprendere più tra loro relazioni commerciali.
I Romani non si accontentarono di indebolire la Macedonia: Rodi fu punita per essersi offerta di mediare durante il conflitto, sottraendole i territori attorno a Delo; vecchi alleati di cui Roma non aveva ora più bisogno, come lo stesso Eumene Ii di Pergamo, vennero allontanati o comunque lasciati in disparte; vennero trattati con la massima severità tutti coloro che avevano preso le parti del regno di Macedonia o che erano rimasti neutrali. Lo stesso storico Polibio venne deportato a Roma e molti altri messi a morte. Lo storico greco riconobbe che era ormai necessario per il mondo greco sottomettersi al dominio dei Romani. Contemporaneamente il senato romano si impegnò negli anni successivi ad appoggiare continue rivolte di palazzo, usurpazioni, secessioni non solo nel vicino regno seleucide, ma dell'intero mondo ellenistico, per accelerarne la sua disgregazione e caduta.
Nonostante ciò ci fu un ultimo tentativo di ribellione alla dominazione romana nel 150 a.C.. Si racconta di un avventuriero di nome Andrisco, che aveva finto di essere figlio di Perseo, re di Macedonia, voleva ricostituirne l'antico regno. Egli aveva radunato attorno a sé un esercito. La facilità con cui aveva conseguito un tale risultato dopo quasi vent'anni di dominio romano, lasciò sconcertati i Romani, che avevano dovuto constatare quanto i Macedoni fossero ancora legati alla loro antica forma di monarchia. Roma fu costretta ad inviare un nuovo esercito, e dopo alcuni e iniziali successi dei rivoltosi, Andrisco fu battuto dal console Quinto Cecilio Metello (nel 148 a.C.) e costretto a riparare in Tracia. Nel 146 a.C. la Macedonia fu riunificata e ricevette lo statuto di provincia romana, includendo ora anche Epiro e Tessaglia; ma Roma aveva ora l'obbligo di organizzare e difendere anche militarmente la nuova provincia.
Frattanto gli Achei non avevano mai completamente accettato la sottomissione a Roma e a partire dal 150 a.C. le tendenze indipendentiste presero il sopravvento in Grecia. Le legioni romane riuscirono però a punire duramente gli Achei e nel 146 a.C. la città di Corinto fu saccheggiata e rasa al suolo. La lega achea fu smembrata e condannata ad una sopravvivenza puramente formale. Molte delle mura delle città greche furono abbattute e l'organizzazione politica delle poleis fu adeguata al potere romano. Da questa data in poi solo gli stati deboli sopravvissero. Il mondo politico greco non esisteva più.

### Macedonia e Acaia sotto il dominio romano (dal 146 a.C.)

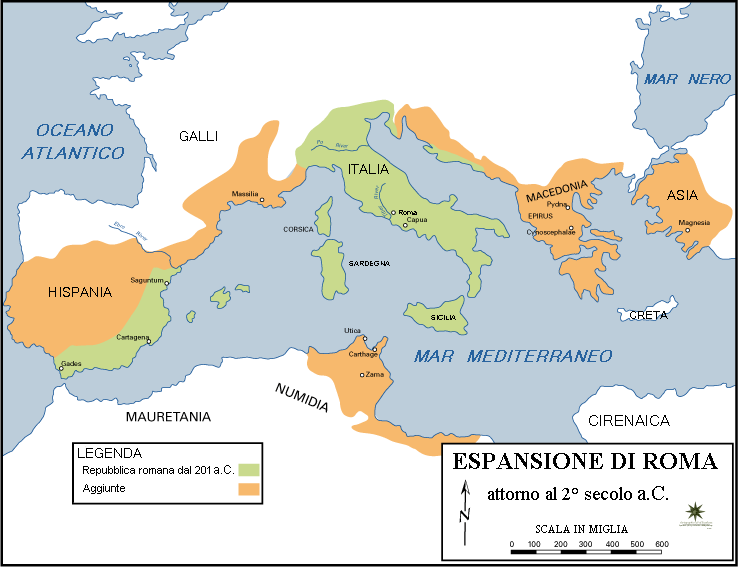
Il mondo romano, al termine della seconda guerra punica (in verde), e poi attorno al 100 a.C. (arancione)

La regione venne annessa alla Repubblica romana nel 146 a.C., dopo una campagna militare condotta da Lucio Mummio e terminata con la distruzione di Corinto, la cui popolazione venne uccisa o resa schiava, e con il saccheggio della città, che fornì opere d'arte per le ville dei patrizi romani. Per la sua vittoria, Mummio ricevette l'agnomen Achaicus, "conquistatore dell'Acaia". La Grecia divenne, quindi, un protettorato romano nel 146 a.C., mentre le isole dell'Egeo entrarono a farvi parte nel 133 a.C.
L'effetto immediato che si ebbe una volta che la Grecia venne sottomessa a Roma, fu la cessazione di tutte le guerre interne tra stato e stato. Vero è che se alcuni membri dell'oligarchia senatoria furono sinceramente filoellenici e molti Romani ammirarono profondamente la cultura greca, Roma non considerò mai i Greci come suoi alleati o amici, ma come semplici sudditi, uguali a tanti altri. L'atteggiamento romano nei confronti della Grecia sembra che fosse improntato non tanto sul rispetto, ma sull'arroganza e disprezzo. Sul piano culturale, Atene mantenne il suo ruolo di centro intellettuale, venendo però surclassata da Alessandria d'Egitto.
I Romani punirono severamente i Greci ribelli e, in Grecia come altrove, i Romani si preoccuparono di arricchirsi il più possibile, con la guerra, la tassazione o il commercio. L'atteggiamento romano poi, per tutto il resto, fu di grande indifferenza, tanto da portare la Grecia ad una situazione drammatica, dove la pirateria prese il sopravvento sulla parte orientale del Mediterraneo, trovando in Creta e Cilicia le sue principali basi logistiche. Da queste regioni i pirati organizzarono spedizioni sempre più ardite nel Mare Egeo, costruendo vere e proprie flottiglie, e compiendo razzie il cui obbiettivo principale era di porre in schiavitù intere popolazioni. Roma alla fine fu costretta ad intervenire, sebbene inizialmente non si fosse resa conto della politica distruttiva che aveva messo in atto, disinteressandosi della Grecia e degli stati ellenistici che gravitavano attorno ad essa. Si era inoltre reso necessario inviare in Macedonia le legioni romane per difendere i suoi confini dai continui attacchi delle popolazioni traciche e dalmatiche dell'ultimo terzo del II secolo a.C..
I successi ottenuti contro i pirati nel 102 a.C. da parte del consolare Marco Antonio Oratore, che aveva condotto una campagna nell'area cilicia, portarono alla creazione di una seconda provincia romana, quella di Cilicia nel 101-100 a.C.. Sfortunatamente questi successi iniziali si risolsero in un nulla di fatto quando, nell'88 a.C. Mitridate VI Eupatore, re del Ponto, convinse molte città-stato greche a unirsi a lui contro i Romani. E così l'Acaia insorse. Il governo della stessa Atene, formato da un'oligarchia di mercanti di schiavi e proprietari di miniere, fu rovesciato da un certo Aristione, che poi si dimostrò a favore di Mitridate, meritandosi dallo stesso il titolo di amico. Il re del Ponto appariva ai loro occhi come un liberatore della grecità, quasi fosse un nuovo Alessandro Magno.
Lucio Cornelio Silla riuscì al termine di due duri anni di guerra ad allontanare Mitridate dalla Grecia e a sedare la ribellione, saccheggiando Atene nell'86 a.C. e Tebe l'anno successivo, depredando le città sconfitte delle loro opere d'arte. Plutarco racconta che poco prima di assaltare la città di Atene, il tiranno Aristione tentò una mediazione con Silla:
(Plutarco, Vita di Silla, 13.4.)
E anche lo scoppio delle successive guerre civili romane combattute in Grecia e Macedonia, come la guerra civile tra Cesare e Pompeo e quella tra Ottaviano e Antonio, fecero precipitare il mondo greco in un periodo di grande sofferenza, lasciandolo alla fine spopolato e in rovina. Fu solo con la creazione del principato da parte di Ottaviano Augusto che, in Grecia tornò a regnare pace ed equilibrio. Il primo imperatore romano, nel 27 a.C., trasformò la Grecia nella provincia romana di Acaia. Fu soprattutto sotto il regno del suo successore Tiberio, che la regione conobbe benevolenza e benessere rivolto ai sudditi dell'impero romano. Egli, infatti, ridusse la tassazione alle province di Acaia e Macedonia e per due volte inviò aiuti alle città asiatiche duramente colpite da un terremoto, nel 17 e 27. I successori poi continuarono questa politica di grande disponibilità verso il mondo greco, in particolare Nerone e Adriano adottarono una politica filoellenica. Giovannini aggiunge che: "Roma finì per assumersi... le proprie responsabilità nei confronti di un popolo che per due secoli aveva spietatamente umiliato e depredato". Al tempo di Strabone, Roma ormai si era ellenizzata, senza perdere però la propria identità; i Romani non potevano più essere percepiti come dai barbari dai Greci, quasi che la loro egemonia rappresentasse una minaccia per il mondo greco.

## Letteratura greco-romana

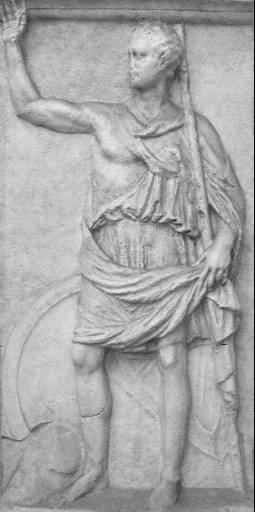
Il grande storico greco Polibio

La letteratura greco romana di epoca imperiale viene normalmente divisa in due sub-periodi, senza dimenticare quanto sia artificiale tale suddivisione, seppure comoda: una prima età che comincia sotto Augusto e termina con l'avvento di Diocleziano; una seconda, o tarda, che a partire da Diocleziano si conclude con Giustiniano nel VI secolo.
Il periodo vedrà il progressivo affermarsi della prosa sulla poesia. È nel primo genere che si possono trovare numerose personalità di grande spessore e opere di rilievo. I risultati più importanti furono, infatti, conseguiti nell'ambito della storiografia, della retorica, della filosofia e della produzione erudita, dall'ambito grammatico, a quello filologico, lessicografico, ecc..

### Età repubblicana (146 - 27 a.C.)
Già in età ellenistica Roma si era fatta conoscere per i crescenti successi ottenuti, prima in Magna Grecia, poi nel Mediterraneo occidentale contro Cartagine, ed infine contro il regno di Macedonia e dei Seleucidi. Molti letterati, artisti e filosofi si erano, quindi, riversati nella giovane capitale romana. E così la letteratura latina aveva potuto crescere al punto da raggiungere in importanza e completezza quella greca: il suo apice si ebbe sotto Cesare e Augusto. Del resto fin dalle origini, la letteratura latina si era ampiamente nutrita di opere e modelli greci. La stessa storiografia greca, a partire da Polibio, aveva cominciato a porre Roma al centro della sua attenzione. Polibio, testimone principale della fine dell'indipendenza greca, cercò di convincere i suoi compatrioti della necessità di sottomettersi a Roma e condannò coloro che avevano cercato di resisterle.
La grande letteratura greca dell'età ellenistica si concluse con autori come Aristarco di Samotracia, filologo della scuola alessandrina, e Polibio, storico e amico fraterno di una delle più grandi personalità romane dell'epoca, il condottiero Scipione Emiliano, distruttore di Cartagine.
Con la fine dei regni ellenistici, che avevano dato grande impulso alla diffusione del greco in tutta l'area mediterranea orientale e del vicino Oriente, addirittura permettendo di superare le antiche divisioni interne dialettali (koinē dialektos), questa lingua si trovò ad essere all'interno dell'Impero romano come il mezzo naturale per comunicare verso le molte aree decentrate provinciali orientali. Vi è da aggiungere che la classe dirigente romana conosceva il greco, mentre pochi erano i Greci che conoscevano in modo appropriato il latino.
E se buona parte delle letteratura greca di questo periodo fu favorevole al dominio romano, troviamo anche una storiografia antiromana, come nel caso di un certo Metrodoro di Scepsi (in Troade), il quale, vissuto alla corte di Mitridate VI e sufficientemente noto anche a Roma, poiché menzionato dallo stesso Ovidio, fu particolarmente polemico sulle origini di Roma.

### Età alto imperiale (27 a.C. - 285 d.C.)

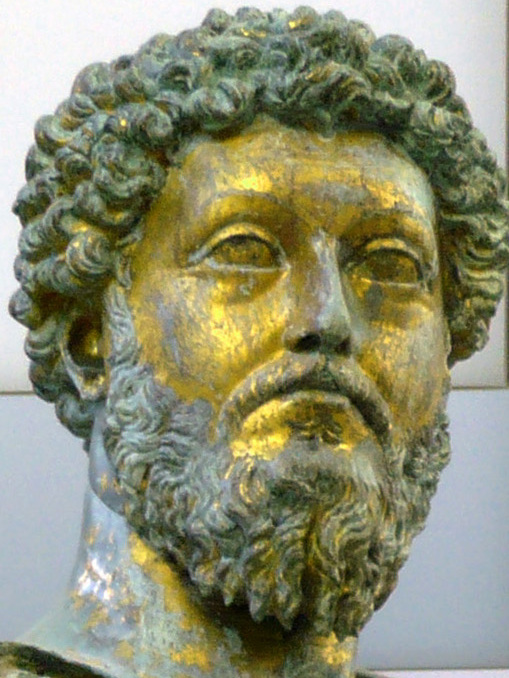
L'imperatore romano Marco Aurelio, ricordato anche come un importante filosofo stoico, autore dei Colloqui con sé stesso (nell'originale in greco).

Ad un periodo in cui la pubblicistica e storiografia ellenistica si erano dimostrate ostili all'invasore e dominatore romano, subentrò un periodo in cui Roma apparve come la vera forza trainante e focale dei valori tradizionali e profondi dello stesso ellenismo e che vide tra i suoi maggiori interpreti globali, Dionigi di Alicarnasso (60-7 a.C.), spalancando di fatto la via all'integrazione tra due culture, romana e greca. Publio Elio Aristide (117-180), nel suo "Encomio a Roma" dipingeva Roma come una polis greca, mostrando così uno dei punti massimi di incontro tra cultura greca e mondo romano. Dione di Prusa (40-120), pur essendo ostile a Domiziano, come del resto era anche lo stesso senato romano, mostrò grande apprezzamento nei confronti degli imperatori romani Vespasiano, Tito e oltre all'Optimus Princeps, Traiano.
Dopo il periodo ellenistico e quello augusteo, la letteratura greca conobbe un nuovo periodo di grande fioritura con l'imperatore Adriano e poi sotto gli Antonini, in particolar modo al tempo del princeps illuminato, Marco Aurelio (161-180). A partire da questo periodo notiamo un indebolimento della cultura letteraria latina a vantaggio di quella greca, che continuerà anche per tutto il III secolo. Contemporaneamente si assiste alla progressiva affermazione del Cristianesimo ed alla conseguente letteratura cristiana, sia in lingua greca, sia in lingua latina. I generi letterari prevalenti oltre a storiografia, filosofia e retorica, sono il diffondersi di una letteratura dell'intrattenimento, dal romanzo a storie avventurose dove si evidenzia un componente di evasione e puro diletto.
Subito dopo Augusto, che aveva promosso la centralità dell'Italia romana rispetto alle province, si verificò un processo contrario che vide l'Italia avvicinarsi alle periferie imperiali, determinando una crescente omogeneità culturale e politica tra i due estremi, soprattutto verso le regioni orientali greche o grecizzate. I Greci, da popolo conquistato, capovolsero il rapporto con Roma e cominciarono ad influenzare sempre più profondamente la cultura di chi li aveva conquistati. E così i primi tre secoli dell'Impero romano videro una costante fusione tra cultura latina e greca, fino a fondersi con il Cristianesimo. Fu quindi durante il periodo imperiale che si completò il fenomeno secondo cui il Mondo romano divenne di fatto bilingue. Storici, retori, filosofi e scienziati greci scrivevano in greco per un pubblico che fosse prima di tutto romano. E come suggerisce il Montanari si ebbe «Roma sempre più grecizzata e la Grecia sempre più romanizzata».
Si registrarono comunque in questa fase anche voci critiche nei confronti dell'integrazione culturale, come ad esempio Plutarco con le sue Vite parallele, dove pur mettendo un Greco ed un Romano sullo stesso piano, riteneva che i giovani greci dovessero occuparsi della sola vita politica locale senza prendere parte a quella "centrale" a Roma. La stessa letteratura greco-ebraica, soprattutto con Giuseppe Flavio (prima dalla parte dei ribelli durante la prima guerra giudaica e poi a fianco dell'imperatore Vespasiano), concepì l'Impero come basato sulla violenza contro le popolazioni sottomesse, con accenti polemici contro la storiografia filo-romana. Altro esempio si trova negli Oracoli sibillini (II-I secolo a.C.), di chiara fattura anti-romana. Qui si profetizzavano la caduta dei grandi imperi; inizialmente i loro bersagli principali erano le grandi monarchie ellenistiche, ma successivamente profetizzarono la sventure nei confronti dei Romani e la caduta del loro impero.
Luciano di Samosata (120 ca. - 180/192) nel suo "Come si deve scrivere la storia", dopo aver ridicolizzato la storiografia romana eccessivamente favorevole alle campagne partiche di Lucio Vero, esorta ad una storiografia fondata sull'obiettività e lontana da ogni forma di adulazione dei potenti.

#### Classicismo, atticismo e «seconda sofistica»

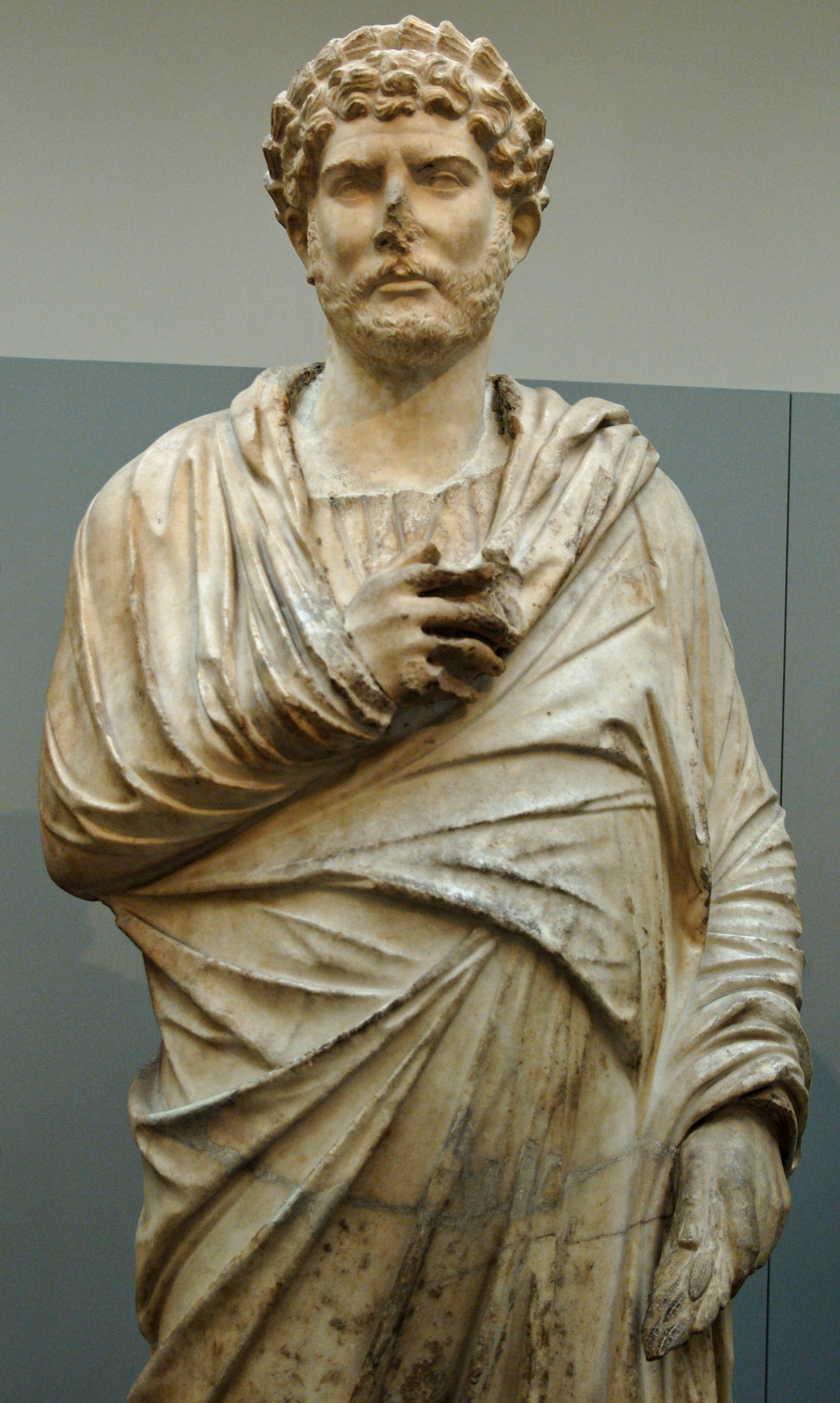
L'imperatore Adriano, in veste greca, offre un sacrificio ad Apollo (Londra, British Museum)

E sempre in questa fase si registra un fenomeno letterario noto come Classicismo, per lo più in ambito retorico, linguistico e stilistico. In età augustea ci si era ispirati all'Atticismo, movimento "stilistico-formale-linguistico" nato in Attica nel V-IV secolo a.C., da cui attingere ed imitare. I promotori sembra fossero Dionigi di Alicarnasso e Cecilio di Calacte. Tali forme di classicismo trovarono la loro naturale continuazione a partire dal tardo I secolo, fino ai primi decenni del III secolo, nel movimento denominato «Seconda sofistica». Il nome «Seconda sofistica» (Δεύτερα σοφιστική) viene usato da Lucio Flavio Filostrato nel suo Vite dei sofisti, per indicare la corrente letteraria a lui contemporanea che, in continuità con la Sofistica del V secolo a.C., intendeva riportare in auge lo studio e l'esercizio dell'eloquenza.
(Filostrato, Vite dei sofisti I 481; trad. di M. Civiletti)
Il crescente interesse per l'eloquenza greca, venne promosso dallo stesso imperatore Vespasiano che fondò a Roma una scuola di retorica stipendiata dallo Stato. Rinacque così la figura del retore professionista che, imitando i retori-filosofi del V secolo a.C., si autodefiniva "sofista". La tecnica dei neosofisti, però, benché riprendesse formule e argomenti della Sofistica antica, era priva di scopi politici e orientata piuttosto alla ricercatezza stilistica.
Il periodo di maggiore sviluppo coincise con II secolo, durante il regno di Adriano: questi, come altri imperatori, si rivelò un grande ammiratore della cultura greca e ne promosse la diffusione e la fioritura, gettando un ponte tra romanità e grecità.

### Età tardo imperiale (285 - 529 d.C.)
Fra il III e il V secolo ci fu una rinascita dell'epica con Quinto Smirneo, poeta elegante ma prolisso, e Nonno di Panopoli, il cui poema sulle avventure di Dioniso è l'opera di maggior rilievo in quel periodo. Alla fine del V secolo Museo scrisse il poemetto sulla storia di Ero e Leandro.